# Centralstationens dricksvattenfontän

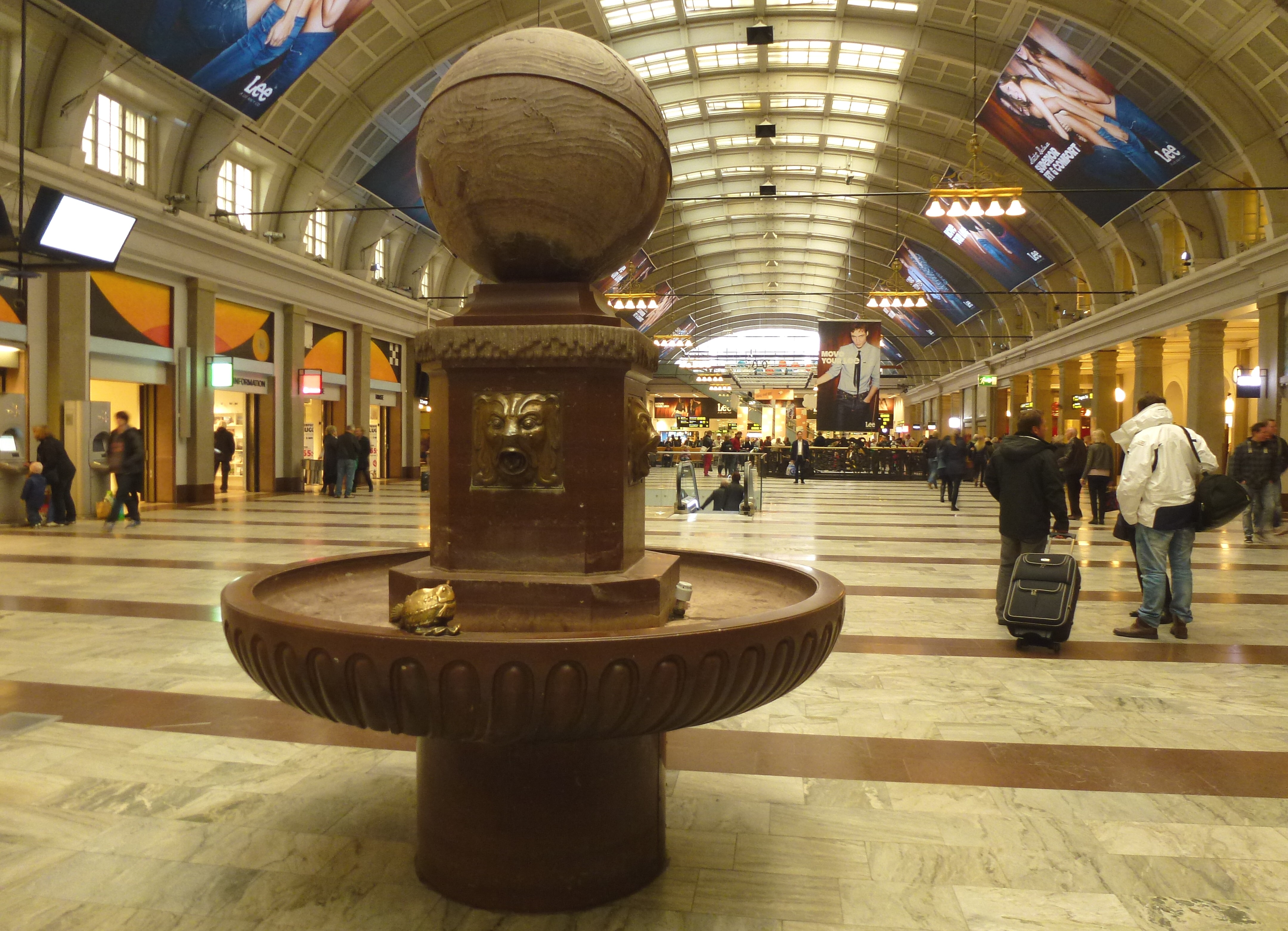
Södra dricksvattenfontänen i Centralhallen för Stockholms centralstation, 2012.

Centralstationens dricksvattenfontän är en dricksfontän i Centralhallen för Stockholms centralstation. Två fontäner utfördes 1927 troligen av Ansgar Almquist efter ritningar av Folke Zettervall. Idag (2012) finns bara den södra fontänen kvar.

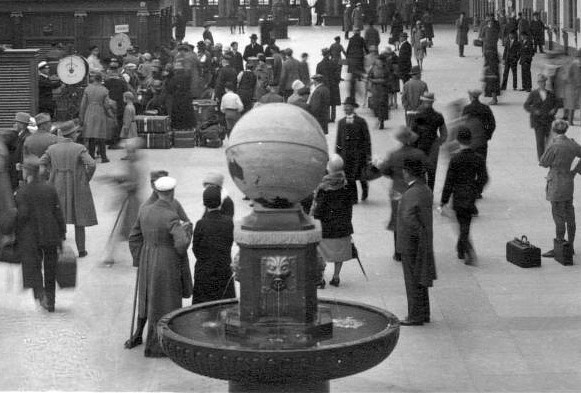
Fontänen på 1930-talet.

Chefsarkitekten vid Statens Järnvägars arkitektkontor Folke Zettervall ledde den påkostade ombyggnaden av stationsbyggnaden som blev färdig 1927. Han hade även utformat en del utsmyckningar och inredningar, bland annat två dricksvattenfontäner, som placerades i vardera änden av hallen. 
Fontänerna utfördes troligen av Ansgar Almquist och är huggna ur röd jämtlandskalksten. Brunnskaren har en diameter på cirka 1,9 meter och hela skulpturen är cirka tre meter hög. Den södra, som finns kvar, kröns av en jordglob och den norra hade en klassisk urna högst upp. Dricksvattnet rinner från fyra lejongap, de är formgivna i brons och liknar Stortorgsbrunnens lejonmaskaroner.
Ursprungligen rann vattnet bara ur de fyra lejonmaskaronernas munnar, som man kan se på ett fotografi från 1930-talet. Antagligen blev det för svåråtkomligt att dricka, därför kompletterade man fontänen på 1940-talet med två vattensprutande fiskar i brons. Vid ombyggnaden av Stockholms central på 1950-talet stals fiskarna, men gjutformarna fanns kvar och nya fiskar kunde tillverkas.

## Bilder

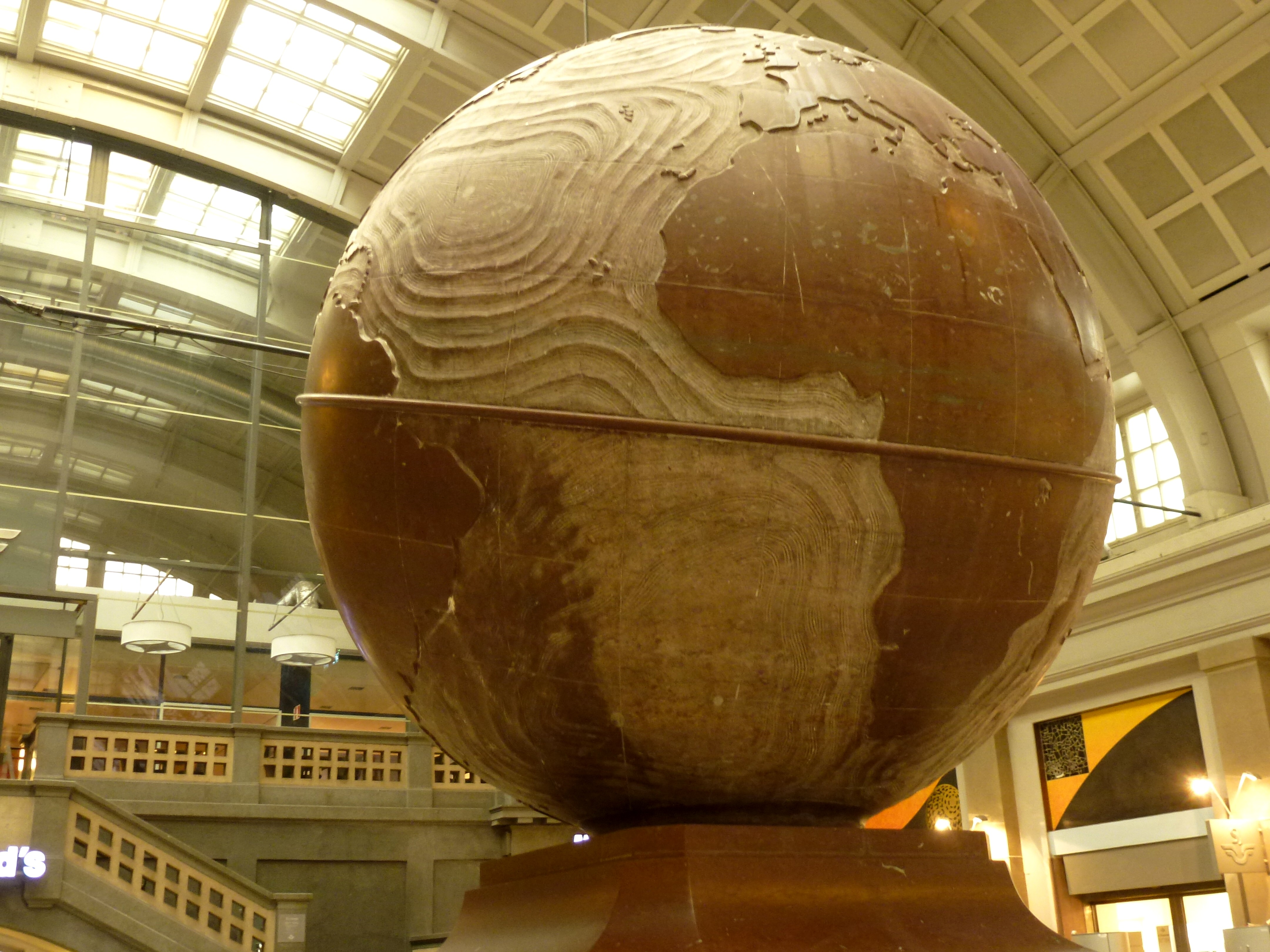
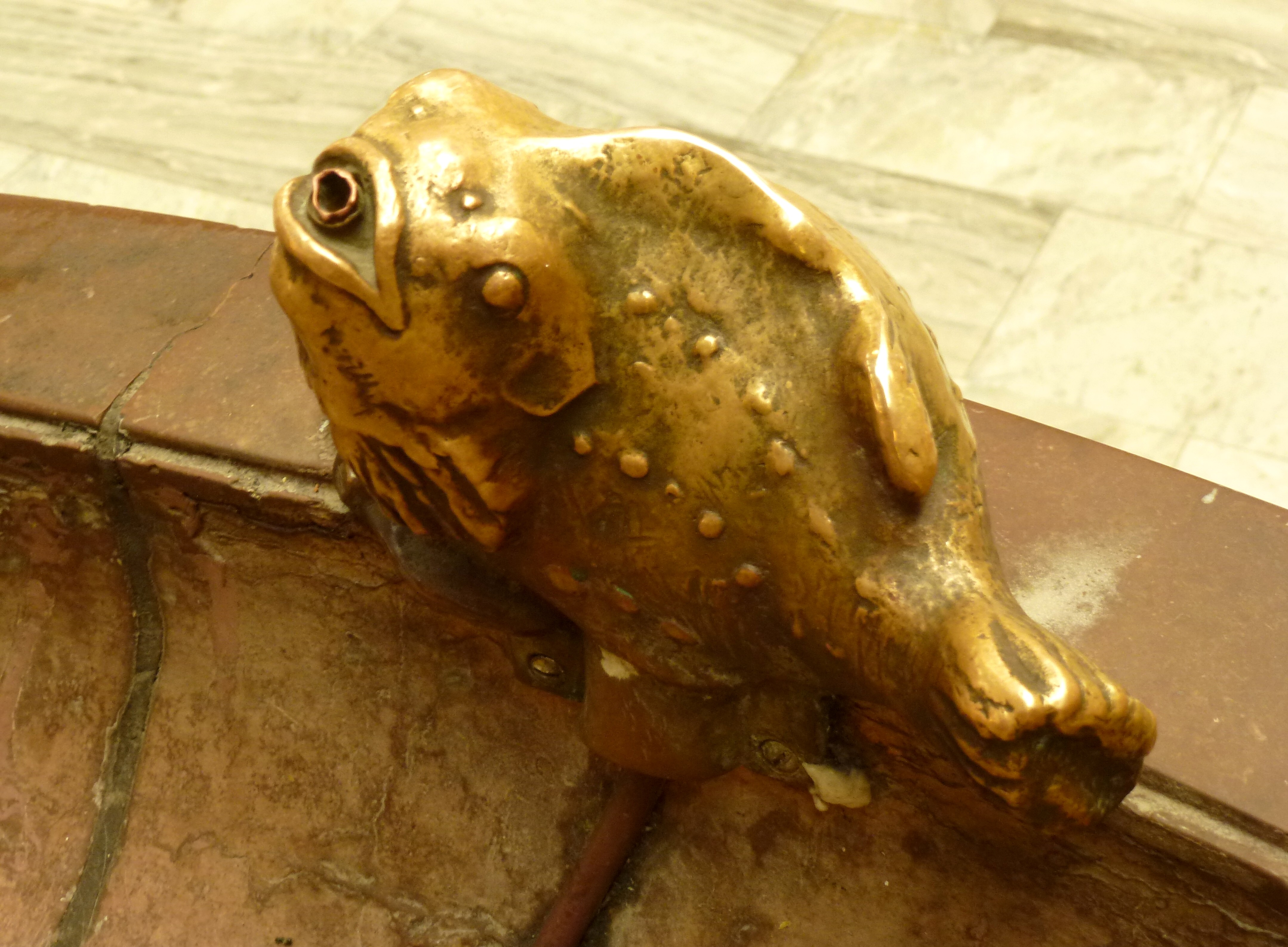
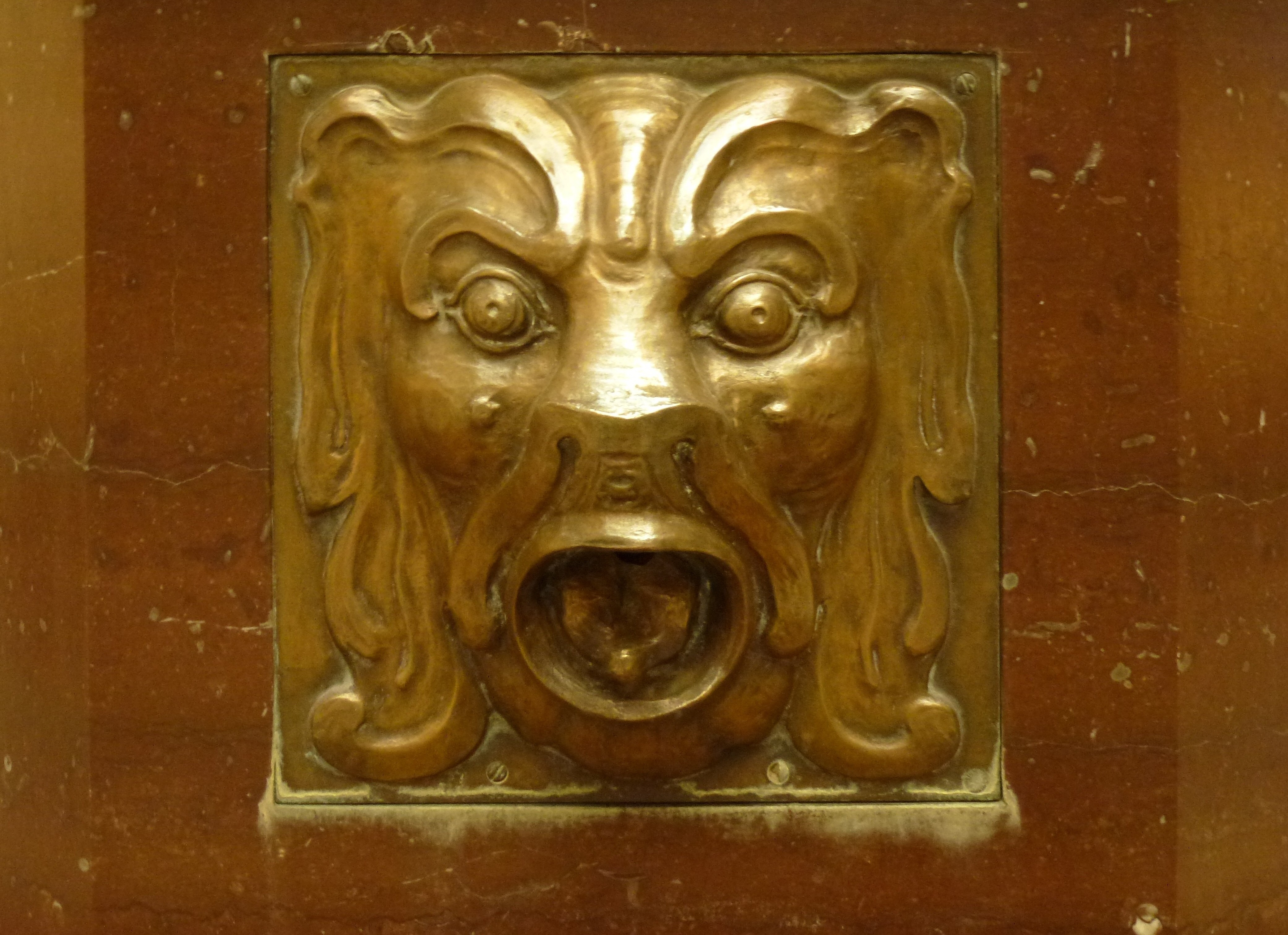
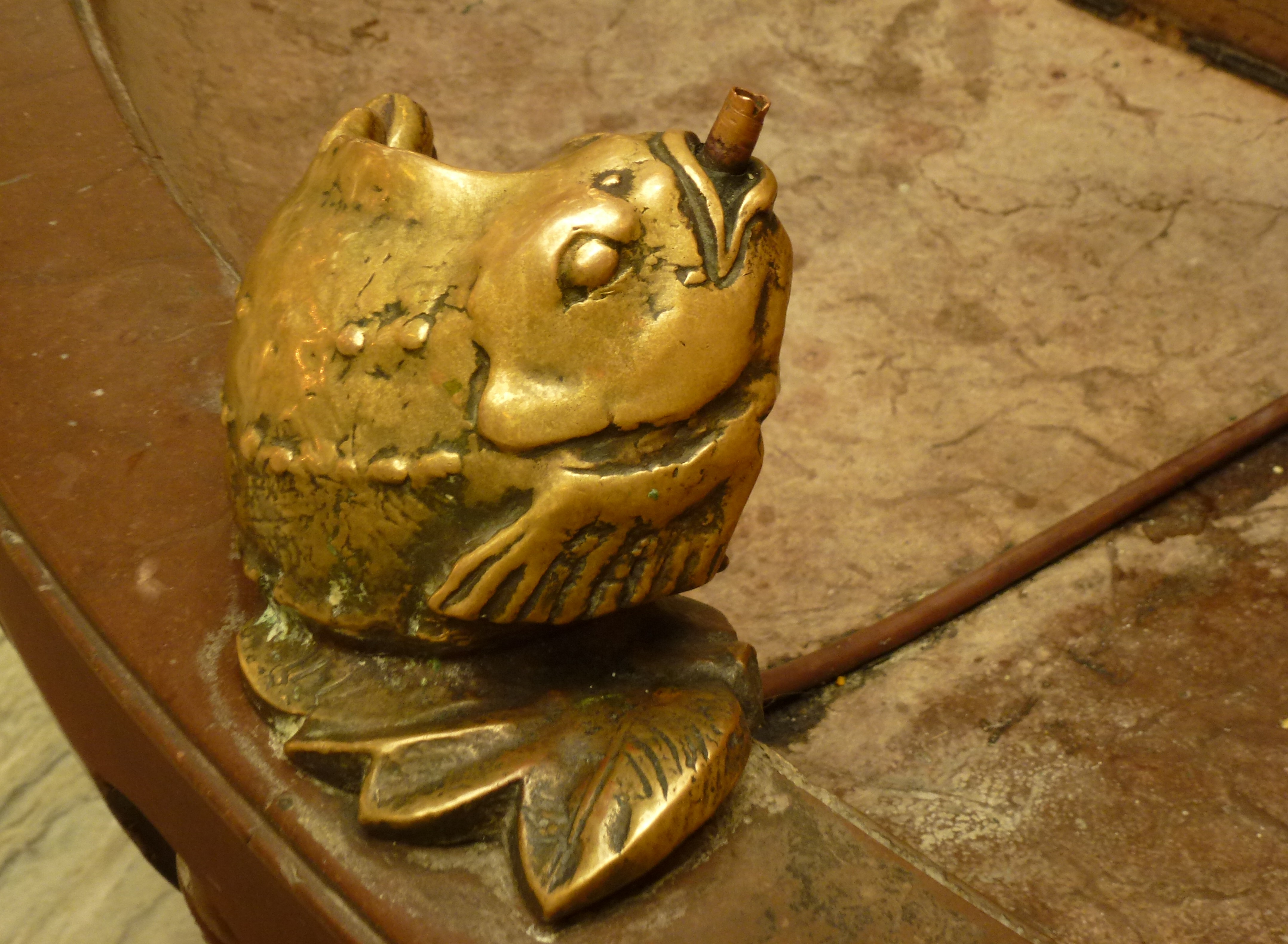